# Amt Wöltingerode
Das Amt Wöltingerode war ein historisches Verwaltungsgebiet des Königreichs Hannover. bzw. der preußischen Provinz Hannover.

## Geschichte
Das Amt wurde 1831 durch die Vereinigung der früher fürstbischöflich-hildesheimischen Ämter Schladen und Vienenburg geschaffen. 1852 wurde die Gemeinde Neuenkirchen an das Amt Liebenburg abgetreten. Bei der Verwaltungsreform von 1859 blieb der Umfang unverändert. 1885 ging der Amtssprengel im neuen Kreis Goslar auf.

## Gemeinden
Bei seiner Aufhebung (1885) umfasste das Amt folgende Gemeinden:
- Beuchte
- Burgdorf
- Dorstadt
- Gielde
- Heiningen
- Immenrode
- Lengde
- Lochtum
- Ohrum
- Schladen
- Vienenburg
- Weddingen
- Wehre
- Wiedelah
- Wöltingerode

- Karte mit allen verlinkten Seiten:
- OSM |
- WikiMap

## Amtmänner
- 1851–1869: Carl Rudolf Ludwig Christoph Hoppenstedt, Regierungsrat, ab 1868 Amtmann und Kreishauptmann
- 1869–1880: Friedrich von Zander, Regierungsrat, Amtmann und Kreishauptmann
- 1881–1885: Berthold Theodor Thon